# Mercedes-Benz W125 Rekordwagen
Mercedes-Benz W125 «Rekordwagen» — гоночный автомобиль компании Mercedes-Benz, разработанный в конце 1930-х годов и установивший 28 января 1938 года два мировых рекорда на дороге общего пользования по максимальной средней скорости на километр и на авиационную милю, который был побит только в ноябре 2017 автомобилем Koenigsegg Agera RS и составил свыше 440 км/ч.
Основное отличие от гоночного автомобиля, принимавшего участие в Гран-при и ограниченного в связи с этим по массе до 750 кг, заключалось в силовом агрегате. Обычная версия оснащалась восьмицилиндровым двигателем M125, в то время как на «Rekordwagen» установили двигатель в конфигурации V12. Кроме того, в отличие от Гран-при версии, новый силовой агрегат был значительно ниже, что позволило снизить лобовое сопротивление.
В настоящее время автомобиль находится в музее Mercedes-Benz в Штутгарте, Германия.

## История
Mercedes-Benz W125, построенный в 1937 году немецким инженером Рудольфом Уленхаутом для участия в различных соревнованиях, генерировал 595 лошадиных сил благодаря своему 8-цилиндровому рядному мотору, на который приходилась ровно треть веса всего автомобиля. В ходе испытаний выяснилось, что двигатель, работающий на смеси метанола и бензола, способен вырабатывать ещё большую мощность — пиковый показатель составил почти 640 л. с. на 5800 оборотах в минуту. Даже на 2000 оборотов этот мотор генерировал почти 290 л. с. Во время испытаний в 1937 году Mercedes-Benz W125 развил максимальную скорость в 300 км/ч.
Модель Mercedes-Benz W125 «Rekordwagen» является развитием модели Mercedes-Benz W125 «Formel-Rennwagen» 1937 года. Благодаря конструкторским изменениям мощность была увеличена до 725 лошадиных сил. Именно на данном автомобиле был установлен мировой рекорд скорости на дорогах общего пользования. В 1938 году, после внесения очередных изменений в правила и регламенты Гран-при автомобиль перестал соответствовать предъявляемым требованиям. Компания Mercedes-Benz была вынуждена заменить его моделью Mercedes-Benz W154. Тем не менее, W125 считался самым быстрым и мощным гоночным автомобилем ещё в течение 30 лет с момента его разработки, пока американские двигатели V8 не достигли похожих показателей по мощности.

## Описание

### Кузов
Проектированию кузова модели было уделено большое внимание. W125 «Rekordwagen» имеет плоскую, полностью закрытую конструкцию кузова с клиновидной, конусообразной хвостовой частью (имитация капли воды). Используя измерения в аэродинамической трубе, инженеры компании уменьшили коэффициент аэродинамического сопротивления до сенсационного (для своего времени) значения Cd в 0,157. Это стало возможным, в частности, благодаря применению радикально уменьшенного воздухозаборника в передней части автомобиля (два маленьких отверстия).

### Характеристики
Технические характеристики автомобиля выглядят следующим образом:
- Двигатель: MD 25 DAB/3 60° V12[1].
- Размещение двигателя: передний продольный.
- Газораспределительный механизм: DOHC, 4 клапана на цилиндр.
- Рабочий объём двигателя: 5577 см³ (82×88 мм)[1].
- Сжатие: 9.17:1.
- Мощность: 541 кВт (736 л. с.[1][6]) при 5800 об./мин.
- Трансмиссия: 4-ступенчатая МКПП.
- Масса: 832,79 кг.
- Система охлаждения: радиатор со встроенным 500-литровым контейнером, наполненным льдом и водой[1].

## Рекорд

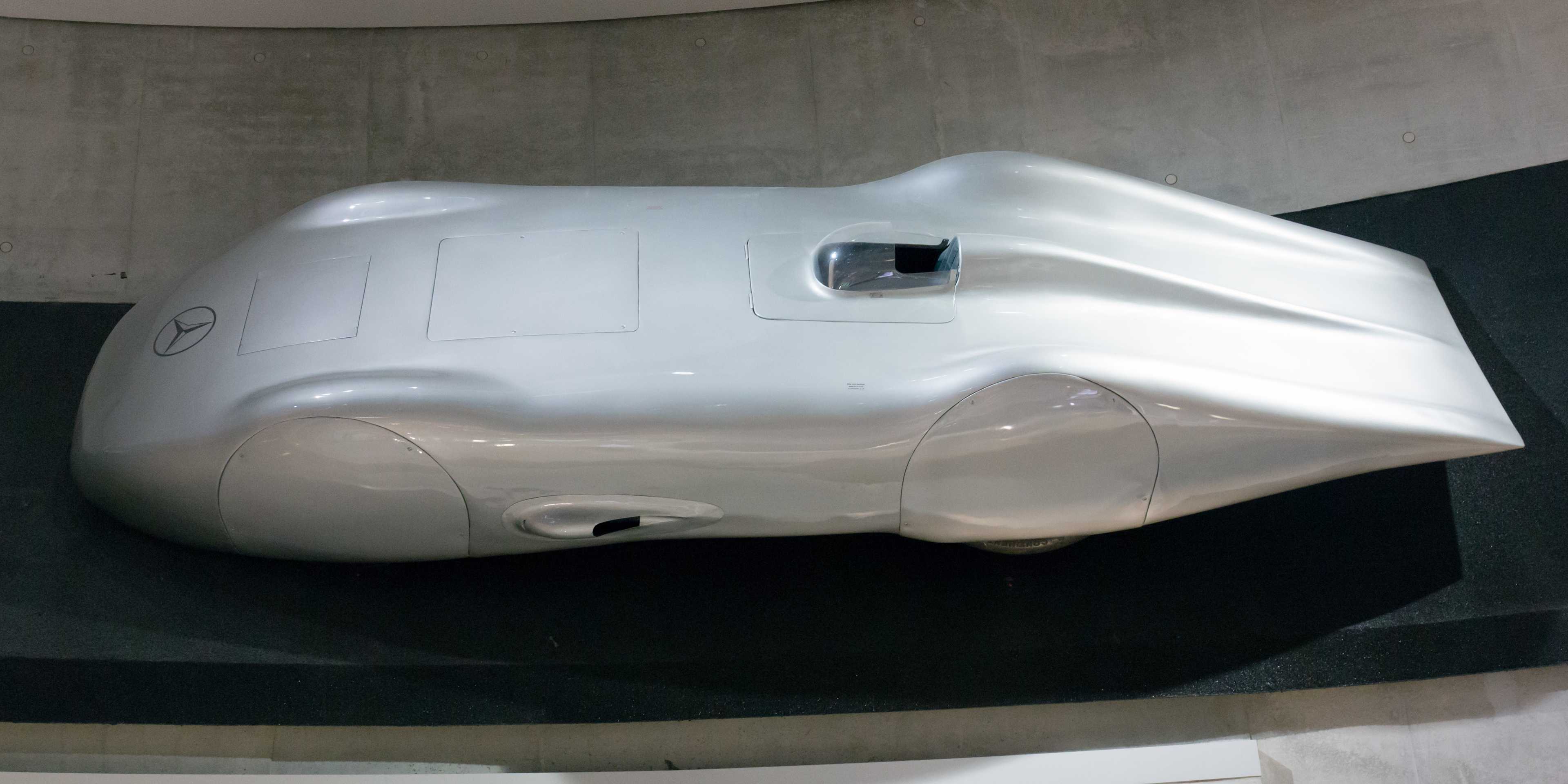
Автомобиль в музее, вид сбоку

28 января 1938 года Рудольф Караччола, управляя автомобилем Mercedes-Benz W125, достиг скорости в 432,698 км/час на дистанции один километр на шоссе Франкфурт — Дармштадт. Повторный заезд в обратном направлении показал скорость в 432,36 км/ч. Для сравнения автомобиль Bugatti Veyron Super Sport's 2012 года развивает скорость в 431 км/ч. Рекорд был побит в 2017 году спорткаром Koenigsegg Agera RS.